# مانويل باروسو
مانويل باروسو هو متسابق خماسي حديث برتغالي، ولد في 9 يونيو 1964 في لشبونة في البرتغال.

## وصلات خارجية
- مانويل باروسو على موقع أوليمبيديا (الإنجليزية)